# Breakthrough (canción de Lemonade Mouth)
«Breakthrough» —en español: "Avance"— es una canción interpretada por Bridgit Mendler y el elenco de Lemonade Mouth, formado por Bridgit Mendler, Adam Hicks, Hayley Kiyoko, Naomi Scott, y Blake Michael. La canción fue escrita Bryan Todd, Maria Christensen, Shridhar Solanki y Adam Hicks y producida por Twin &  Bryan Todd. Fue lanzado como tercer y final sencillo del álbum, lanzado el 2 de mayo de 2011 a través de Walt Disney Records.

## Composición
La voz de Mendler abarca desde Db3-C5.

## Tabla de rendimiento
La canción debutó y alcanzó el puesto número 88 en la tabla EE. UU. Billboard Hot 100 y en el número 11 en la tabla EE. UU. Top Heatseekers.

## Video musical
El video musical fue otro con escenas de la película en la que la banda canta la canción.

## Lista de canciones
- Descarga digital

1. Breakthrough — 3:27

## Tabla de rendimiento
| Gráfico (2011)                    | Máxima posición |
| --------------------------------- | --------------- |
| EE. UU. Billboard Hot 100         | 88              |
| EE. UU. Billboard Top Heatseekers | 11              |